# Natascha Trofimowa
Natascha Trofimowa  (* 23. Februar 1923 in Berlin; † 25. September 1979 in München; auch als Natascha Trofimova) war eine deutsche Tänzerin.

## Leben
Aufgewachsen als Tochter russischer Emigranten in Berlin erhielt Natascha Trofimowa nach Ablegen der Mittleren Reife Ballettunterricht bei Eugenie Eduardowa, Sabine Ress und Tatjana und Victor Gsovsky. Erste Bühnenerfahrungen sammelte sie 1941 gemeinsam mit dem Ballett Sabine Ress an der Berliner Scala. Während der Kriegsjahre wurde sie aber auch zur Arbeit in einer Munitionsfabrik herangezogen. Sie debütierte als Ballerina an der Deutschen Staatsoper, wo sie auch von 1946 bis 1951 als Ensemblemitglied tanzte, in Igor Strawinskis Ballett Petruschka. An der Staatsoper übte sie in späteren Jahren auch die Position der Primaballerina aus.
1948 war sie an der Deutschen Staatsoper, die bis 1955 den Admiralspalast ab Spielstätte nutzte, gemeinsam mit Gert Reinholm in Sergei Prokofjews Romeo und Julia zu sehen. Ab 1951 unternahm Natascha Trofimowa eine Tournee mit Werner Egks Abraxas in der Partie der Bellastriga und gastierte in der Folge an den Opernhäusern in Hamburg, Frankfurt am Main und dem damaligen West-Berlin. Von 1952 bis 1972 war sie Mitglied des Balletts an der Bayerischen Staatsoper und trat dort 1960 in der Choreografie von Ballettdirektor Heinz Rosen als Isabeau in Werner Egks Joan von Zarissa auf. Nach Wiedereröffnung des Nationaltheaters tanzte sie in der ersten Ballettaufführung in dem wieder aufgebauten Haus neben Margot Werner, Heino Hallhuber und Konstanze Vernon.
Darüber hinaus stellte sie 1954 in dem Spielfilm Bildnis einer Unbekannten von Helmut Käutner mit Ruth Leuwerik, O. W. Fischer und Erich Schellow eine Tänzerin dar, ebenso in dem Film Rosen für Bettina aus dem Jahr 1956.
Natascha Trofimowa beging 1979 Suizid.
Ihr Nachlass befindet sich im Deutschen Tanzarchiv Köln.